# Marquett (famiglia)
La famiglia Marquett, chiamata anche come Marchetti, di origine catalana, è presente in Sicilia dalla fine del XIII secolo.

## Storia
Il primo rappresentante della famiglia in Sicilia fu il barcellonese Raimondo Marquett, viceammiraglio dei re Pietro e Giacomo d'Aragona, il quale, per i servizi prestati, ricevette feudi e beni nel territorio di Siracusa.
Un ramo della famiglia nel XIV secolo si trasferì a Messina, dove si distinsero: Perrotto, senatore della città (1550-1551); Guiscardo, castellano del Real Palazzo (1580); Pietro, tesoriere generale del regno (1562); Tommaso, senatore (1565); Baldassare, cavaliere di Malta, balì di Napoli e di Santo Stefano; Giuseppe, senatore e governatore della Tavola Pecuniaria; Tommaso, cinque volte senatore di Messina, principe dell'Ordine militare della Stella, nel 1648 ottenne il titolo di duca di Belviso; gli successe Raimondo, senatore nel 1674-75.
Pietro Marquett de Guevara, primo barone di Ucria, fu comandante di 18 galee nella battaglia di Lepanto del 1571.
La Chiesa Madre di Ucria conserva, ancora oggi, il sepolcro del barone don Giuseppe Marquett Giardina (1650). Un ramo della famiglia si insediò a Messina in una villa detta il "Paradiso" dal quale derivò il nome della prima località lungo la Riviera dello Stretto. Esponenti della casa sono ancora presenti con il cognome Marchetti Tricamo a Messina, a Roma e a Milano. Secondo una tesi del Minutolo, in "Memorie del Gran Priorato di Messina", la famiglia sarebbe estinta: ma si riferisce quasi certamente al ramo Belviso confluito negli Avarna, mentre quello ancora presente è il ramo cadetto Ucria.

## Stemma
Partito; nel 1° d’oro, con quattro pali di rosso; nel 2° di rosso, con tré martelli d’oro, i due del capo affrrontati e posti in fascia.